# Wangjia, Yubei
Wangjia (kinesiska: 王家) är ett stadsdelsdistrikt i sydvästra Kina. Det ligger i stadsdistriktet Yubei i storstadsområdet Chongqing, omkring 26 kilometer nordost om det centrala stadsdistriktet Yuzhong.